# Bykle
Bykle é uma comuna da Noruega, com 1 461 km² de área e 875 habitantes (censo de 2004).         